# Oryzopsis swallenii
Oryzopsis swallenii là một loài thực vật có hoa trong họ Hòa thảo. Loài này được C.L.Hitchc.& Spellenb. mô tả khoa học đầu tiên năm 1968.